# Ghostscript
Ghostscript是一套建基於Adobe、PostScript及可移植文檔格式（PDF）的頁面描述語言等而編譯成的自由軟件。
现在已经从Linux版本移植到其他操作系统，如其他Unix、Mac OS X、VMS、Windows、OS/2和Mac OS classic。

## 歷史
Ghostview最早是由L Peter Deutsch和阿拉丁企業开发的，以Aladdin Free Public License（AFPL）发布，目前由artofcode LLC拥有并维护。推出了两个版本：一是在原来的AFPL许可下进行商业使用的AFPL Ghostscript，一是GNU General Public License下使用的GPL Ghostscript。
GPL版本也是Display Ghostscript的基础，其增加了所需的功能，以便对Display PostScript形成完全的支持。

## 特色
这个软件可用作：
- 计算机打印机使用的光柵圖像處理器（RIP），例如，LPD的输入过滤器。
- 以PostScript和PDF阅览器使用的光柵圖像處理器（RIP）引擎。
- 文件格式转换器，如PostScript和PDF转换器。
- 一般用途的编程环境。

## 前端
已经写出几个图形用户界面（GUI）用于让用户在屏幕上观看PostScript或PDF文件，可以上下卷动、向前翻页、向后翻页、缩放文字，而且还能打印一页或多个页面。
- Ghostview，在Unix/X11下运行。
- GSView，在Windows和OS/2下运行。
- gv，在Linux下运行。

## 外部連結
- Ghostscript社區、mailing lists、Bugzilla、CVS （页面存档备份，存于）
- Ghostscript的現任版權持有人
- Ghostscript的版權與商業支援 （页面存档备份，存于）
- 下載Ghostscript, Ghostview and GSview （页面存档备份，存于）
- SourceForge的Ghostscript專案 （页面存档备份，存于）
- SourceForge的Ghostscript字型專案 （页面存档备份，存于）
- 顯示Ghostscript